# Rue de la Porte-Neuve
La rue de la Porte-Neuve est une voie de la commune française de Colmar.

## Situation et accès
Cette voie de circulation, d'une longueur de 95 m, se trouve dans le quartier centre.
On y accède par le boulevard du Champ-de-Mars, les rues Berthe-Molly et de l'Ancienne-Poste.
Cette voie n'est pas desservie par les bus de la TRACE.